# Sint-Jozefkerk (Leeuwen)
De Sint-Jozefkerk is de voormalige parochiekerk van Leeuwen (in Roermond) in de Nederlandse provincie Limburg. De kerk is gelegen aan Burgemeester T. Wackersstraat 56.

## Geschiedenis
De kerkelijke geschiedenis van Leeuwen begon in 1918, toen de paters redemptoristen er een volksretraite organiseerden. Men kreeg behoefte aan een eigen kerk, daar waar men voorheen in Maasniel ter kerke moest gaan.
In 2923 werd op de hoek van de Zandstraat/Thomas Wackersstraat werd een neogotisch kerkje gebouwd dat ontworpen was door de plaatselijke meubelmaker L. Mooren. De kerk was feitelijk een hulpkerk die onderhorig was aan Maasniel. Op 20 november 1944 raakte de kerk vrijwel geheel vernield door Britse granaten.
De resten van het kerkje werden gesloopt en een nieuwe kerk, ontworpen door J. Bogaerts, werd gebouwd op een meer centraal gelegen plaats. In 1948 was het klaar. Het was klein en voldeed nauwelijks: Het bleef een goedkoop noodkerkje en van plannen voor een grotere kerk kwam niets terecht.
In 2008 werd de kerk aan de eredienst onttrokken en in 2010 kwam kinderopvang Keet in de Kerk in het gebouw.

## Gebouw
Het betreft een bakstenen zaalkerk met een vierkante toren boven het koor. De voorgevel wordt bekroond door een klokkengevel.